# Río Azúmara
El río Azúmara es un río del noroeste de la península ibérica perteneciente a la cuenca hidrográfica del Miño que discurre por la provincia de Lugo, en Galicia (España).

## Recorrido
Nace en la parroquia de Montecubeiro, a cerca de 1000 m de altura, en las estribaciones de los montes Pradairo (1029 m) y Pena Grande (935 m), en la sierra del Mirador, en el ayuntamiento lucense de Castroverde, para internarse luego en Pol, para finalmente atravesar el municipio de Castro de Rey, y, tras de 25 km de recorrido, vierte sus aguas en el río Miño en el lugar de Coea. Su caudal medio absoluto es de 0,4 m{\displaystyle {}^{3}}/s. Su cuenca abarca unos 200 km².

## Afluentes
Destacan por la derecha el río de Pol y el río Torneiros.

## Régimen hídrico
El Azúmara es un río de régimen pluvial, de tipo oceánico, en relación con una precipitación media de 1.122 mm anuales.